# محمد فلیفل
محمد فلیفل آهنگ‌ساز، موسیقی‌دان بود. او در  بیروت زاده شد و در آنجا تحصیلاتش را آغاز کرد. او تحت تأثیر پدرش که مؤذن بود به موسیقی علاقه پیدا کرد. در سال ۱۹۱۵ به استانبول رفت تا با عنوان نیروی ذخیره در جنگ جهانی اول شرکت کند. بعداً مشغول فعالیت در نیروهای مسلح لبنان شد ولی چون به موسیقی علاقه داشت استعفا داد. اندکی بعد توانست با چند کار موفق، خود را در عرصه آهنگ‌سازی مطرح کند. در ۱۹۳۸ محمد علی عابد مسابقه‌ای برای آهنگ‌سازی سرود ملی سوریه ترتیب داد. هیئت داوران در ابتدا از شنیدن آهنگ وی خودداری کردند ولی چون آهنگش در سرتاسر سوریه منتشر شد مورد قبول آنان واقع گردید و نشان لیاقت به وی عطا شد.